# 今夕何夕
《今夕何夕》，中国大陆架空古裝剧。改编自时久的小说《玉昭词》。由孙怡、金瀚、檀健次、张志坚、罗秋韵、余承恩领衔主演，于2019年6月開機。该剧已定档2020年11月23日腾讯视频播出，每周一至三20点更新，会员抢先看。WeTV、LINE TV、LiTV 線上影視、friDay影音、myVideo 同步播出。於Youtube頻道播映，又名為《三生三世皆為你》，首播日期：2021年12月25日。

## 播出时间
| 频道          | 所在地 | 播出日期       | 播出时间                       | 备注                             |
| ------------- | ------ | -------------- | ------------------------------ | -------------------------------- |
| 腾讯视频      | 中国   | 2020年11月23日 | 每周一至三20点更新，会员抢先看 | 12月7日20点VIP尊享超前点播抢先看 |
| WeTV          | 臺灣   | 2020年11月23日 | 每周一至三20点更新，会员抢先看 | 无                               |
| LiTV 線上影視 | 臺灣   | 2020年11月23日 | 每周一至三20点更新，会员抢先看 | 无                               |
| myVideo       | 臺灣   | 2020年11月23日 | 每周一至三20点更新，会员抢先看 | 无                               |

## 演员列表

### 主要演员
| 演員   | 角色           | 介紹 | 原版配音 |
| 孙怡   | 冬月/闻心      | 女将 官员闻邺之女闻心，是武功高强、胆略过人，却死于定远之乱 身体躯干为莲藕制作，受伤后只要浸泡在水里便能愈合 拥有可以逆转时空的神笛，自带预言家buff 一心想阻止陆远潼发动战乱，守护百姓安宁，被尔玉用玉笛送回八年前 在刺杀陆远潼的过程中，经历三次时空，发现与冯夕有宿命牵绊 | 邱秋     |
| 金瀚   | 爾玉/冯夕/龐璽 | 礼部司务→侍郎→尚书 亦正亦邪、神秘莫测、背藏玄机 扳倒左相，一手遮天、权倾朝野 爱慕冬月 冯贵妃无血缘之弟兼爱慕对象 曾是三皇子庞钰的伴读书童 李语柔之爱慕对象兼名義上的丈夫 道乐之小叔 明貴妃之子(二皇子)                                                                      | 王凯     |
| 檀健次 | 庞钰           | 三皇子 胤灵帝第三子，少时受冷落，后成为太子的大热人选 翩翩君子，儒雅睿智 与冯夕曾是惺惺相惜的好兄弟，却因他的不择手段渐走渐远 喜欢冬月 | 边江     |

### 其他演员
| 演員   | 角色      | 介紹 | 原版配音 |
| 罗秋韵 | 子鸢/明珠 | 安侯府丫鬟→冯府表小姐 勇敢可爱、充满活力重情义、忠心护主，最在乎的人是弟弟小四 身份曾是安侯府丫鬟明珠，后因安侯安子因祸得福获冯夕相助成为冯府表小姐子鸢 喜欢正义的冬月大人，对冬月从背叛到忠诚，因冬月的原谅得到救赎 与道乐惺惺相惜成为姐弟，又慢慢成为彼此最特别的存在 冯夕、冬月感情上的神助攻 | 张喆     |
| 承恩   | 道乐      | 忠犬侍卫 冯夕最信赖之人 武艺高强、率真耿直、有点小霸道，认为凡事都可以讲道理 幼失双亲，贫病交加被冯夕从鬼门关拯救，誓死追随冯夕 与冯夕亲近，从不惧怕他，随时吐槽小叔冯夕 因为相同经历，像弟弟呵护姐姐一样明里暗里保护子鸢，经历风雨的两人最终走进彼此心里 冯夕、冬月感情上的神助攻               | 刘思岑   |
| 张志坚 | 陆远潼    | 定远侯 运筹帷幔，冷静无情的一代枭雄，兵权在耀，割据一方，不甘臣服于胤灵帝 与冯夕亦敌亦友，并欣赏他 | 原音     |
| 沈保平 | 方元      | 丞相/左相 老谋深算，权倾朝野，朝中官员过半都是他的门生 愚忠也贪财，认为只要赢得心，就可以得到一切 年轻时曾怀着一腔热血和胤灵帝一起井肩作战，用尽一切手段维护皇权 胤灵帝最信任的臣子，知道太多胤灵帝的把柄，是他权倾朝野的筹码，也是树倒猢狲散的祸根                                              | 汤冰雨   |
| 海铃   | 李语柔    | 柔夫人 冯夕之夫人 温柔大方，体面端庄 曾是头牌歌姬，与冯夕相识于微时，对他有劬劳之恩 真爱冯夕，跟随冯夕多年，在冯府做有名无实的当家主母等待冯夕接纳自己 | 刘晴     |
| 王旭东 | 卢川      | 太史局底层小吏 中二少年、有朝气、呆萌可爱，心地善良，胆小怕事 另一重身份是八卦小刊《京都杂谈》的作者"望楼主” 冬月的”奶狗话搭子;活泼跳脱，耳聪目明，是京都各类消息的捕捉者和传播音 对冯夕极度荣拜，心中认为他是最出色的男人 冯夕、冬月感情上的神助攻                                              | 北辰     |
| 王东   | 闻邺      | 官员 闻心（冬月）/小闻心之父，乘性刚直，不趋炎附势，为官廉公正 原为地方官，后因胤灵帝平衡朝廷派秉势力调入京城 原配妻子早逝，继室与女儿不睦 对叛逆的女儿束手无策，与女儿日渐疏远 因冬月的岀现，闻邺被挟在冯夕与左相、陆远潼之中 在冬月和冯夕、三皇子的协助下，闻邺与闻心得到和解，乐享天伦        | 杨默     |
| 洪剑涛 | 安侯      | 前朝皇族之后 左丞相的左膀右臂，曾参与明家旧案 倚老卖老，在朝堂中打压年轻官员，平日里对府中下人也是呼来喝去经场责罚 | 原音     |
| 郑国霖 | 胤灵帝    | 庞钰之父 晚年贪图享乐，炼丹求仙的君王 | 赵铭洲   |
| 阮巨   | 慕容艺    | 昊山势力领头人 原昊山大公主，玫瑰一样的异族女子 性格豪爽，明艳美丽 冯夕的红颜知己，暗中替他收集并传递愦报，也是冯夕与远在边境的陆远潼的维系桥梁 |          |
| 赵昕   | 冯贵妃    | 胤灵帝宠妃 冯夕无血缘之姐，对他有爱慕之情，但未逾矩 美貌倾国倾城，对冯夕言听计从 | 白雪岑   |
| 罗四维 | 清晓      | 三皇子（庞钰）侍女 时刻维护主人 对冯夕有看法连带对冬月有偏见 不喜看到三皇子对冬月的一再付出，时不时提点三皇子 | 路熙然   |
| 吕晨悦 | 小闻心    | 官员闻邺之女 身世悲凉，和父亲关系紧张 是个缺爱的孩子，但表面乐观开朗 古灵精怪，人小鬼大，痴迷阅读卢川的《京都杂谈》 喜欢冬月，喜欢三皇子，不喜欢冯夕 会吃两家茶礼，接受冯夕的好处去帮他追冬月，一转脸就出卖冯夕的信息给三皇子                                                                    | 原音     |
| 南伏龙 | 迟金海    | | 常文涛   |
| 吴旭东 | 臧飞      | 绝世高手 常伴陆远潼，是他一手栽培的部下 武功举世无双、话少、冷酷无情。一切以完成陆远潼的命令为目标 | 卢力峰   |
| 江奇霖 | 馮靖      | |          |
| 唐國忠 | 殷實      | |          |

## 电视剧歌曲
| 曲序 | 曲目                       |             | 作曲 | 编曲         | 演唱   |
| ---- | -------------------------- | ----------- | ---- | ------------ | ------ |
| 1.   | 《今夕何夕》（主题曲）     | 澄一/何思薇 | 林海 | 林海         | 徐佳莹 |
| 2.   | 《佳期》（片尾曲）         | 澄一/何思薇 | 林海 | 林海         | 黄诗扶 |
| 3.   | 《如果你也在想我》（插曲） | 澄一        | 林海 | 林海、哈布尔 | 檀健次 |

## 轶事
- 此剧演员羅秋韵及羅四维继《凤弈》后再度合作。